# Brass Band Schoonhoven
Brass Band Schoonhoven (BBS) is een brassband uit Schoonhoven, in de Nederlandse provincie Zuid-Holland. 

## Geschiedenis
De brassband werd in 1921 opgericht als fanfare onder de naam TOAGENO (Tot Ons Aller Genoegen En Nuttige Ontspanning') en werd in 1972 omgevormd tot brassband. De band uit de Zuid-Hollandse zilverstad werd voor het eerst bekend door een reeks successen op de Nederlandse Brassbandkampioenschappen (NBK).  
In 1995 werd BBS landskampioen in de tweede divisie. De band promoveerde naar de eerste divisie en behaalde hier in 1996 en 1997 opnieuw de eerste plaats. In 1998 werd BBS uitgenodigd in de hoogste- of kampioensdivisie en behaalde dit jaar de derde plaats, gevolgd door een tweede plaats in 1999.  
Na een tiental jaren steeds dichtbij te eindigen werd in 2010 eindelijk het Nederlands Kampioenschap gewonnen. In de daarop volgende jaren werd de kampioensbeker steeds vaker mee terug genomen naar Schoonhoven. De successen waren onder andere: 
- Winnaar internationale Survento Entertainment Festival (1999, 2016, 2019)
- Prijs voor beste entertainment en programma bij Brass In Concert (2014, Newcastle)
- Landskampioen in de Vaandelafdeling van KNFM (1999 en 2004).
- Winnaar Open Franse Brassbandkampioenschappen (2002)
- Derde plaats All England International Masters (2010)
- Vierde plaats Europese Brassband Kampioenschappen (Montreux, 2011)
- Derde plaats overall én winnaar vrije werken Europese Brassband Kampioenschappen (Rotterdam, 2012)
- Vierde plaats overall én winnaar verplichte werk Wereld Muziek Concours (Kerkrade, 2022)
- Winnaar Vlaams Open Brassband Kampioenschap (2012, 2024)
- Winnaar Dutch Open Brassband Championships (2003, 2006, 2011, 2012, 2013, 2018, 2024)
- Winnaar Nederlandse Brassbandkampioenschappen in de hoogste divisie (kampioensdivisie) (2010, 2011, 2012, 2013, 2016, 2019 en 2022)

## Evenementen
Brass Band Schoonhoven organiseert evenementen die bijdragen aan de ontwikkeling van de brassbandmuziek. Tijdens concerten van de band wordt regelmatig medewerking verleend door gastsolisten als Steven Mead (euphonium), Philip McCann (cornet), Steve Sykes (bastuba), Ian Porthouse (cornet), maar ook bijvoorbeeld Jörgen van Rijen (trombone). Daarnaast is Brass Band Schoonhoven gedirigeerd door gastdirigenten als Jacob Slagter, Major Peter Parkes, Nicholas Childs, Bob Childs, Ian Porthouse en meest recent Paul Holland. 
De band heeft, naast met vele nationale blaas- en muziekgezelschappen, ook opgetreden met achtvoudig Europees kampioen de Yorkshire Building Society Band, de Fodens Band, Manger Musikklag en de Amsterdam Staff Band van het Leger des Heils. In 2005 maakte de band een humanitaire concertreis naar Zuid-Afrika. Twee jaar later vertrok de band opnieuw naar Kaapstad voor een serie concerten, dirigentenclinics en workshops in de krottenwijken van de stad.

## Plaatopnamen
Van Brass Band Schoonhoven verschenen inmiddels zes cd’s:
- Festivo (1996)
- Leonardo (1998)
- Fabulous Brass (2000)
- Sound of Movies (2002)
- Night on a Bare Mountain (2005)
- Silver & Gold (2010)

De vereniging is onderscheiden met de Koninklijke Erepenning en is cultuurambassadeur van de gemeente Schoonhoven.

## B-band
Brass Band Schoonhoven B is in 1994 opgericht als jeugd- en opleidingsorkest. De band is inmiddels uitgegroeid tot een volwaardige brassband die deelneemt aan diverse evenementen. In 1997 behaalde de B-band de 1e plaats op de Nederlandse Brassbandkampioenschappen. In 2003 was de band opnieuw succesvol door bij haar debuut in de tweede divisie de tweede plaats te veroveren. Ook in 2005 werd het kampioenschap in deze divisie behaald. Ook op KNFM-concoursen is de B-band succesvol. Er werden tot nu toe  uitsluitend eerste prijzen met promotie behaald. In 1998 promoveerde de band met het hoogste landelijk puntenaantal over alle concoursen naar de afdeling uitmuntendheid. In 1999 werden zij KNFM-landskampioen in de basisklasse. In 2000 en 2004 werd het landskampioenschap behaald in de middenklasse. Daarnaast werd onder andere met succes deelgenomen aan internationale festivals als het Survento Entertainment Festival en Euro Brass. Op het Wereld Muziek Concours in Kerkrade behaalde de band in 2013 de tweede plaats in de tweede divisie. De band wist hierbij diverse eerste divisie-bands achter zich te laten en behaalde voor het verplichte nummer zelfs het hoogste aantal punten. In 2013 en 2015 werd de B-band Nederlands kampioen in de tweede divisie. Daarnaast geeft de band ieder jaar veel concerten binnen de stadsgrenzen. De band voorziet bovendien als opleidingsorkest voor de A-band.

## Nationaal Jeugdfestival
Sinds 1994 organiseert Brass Band Schoonhoven jaarlijks het Nationaal Jeugdfestival. Muziekgezelschappen uit het hele land treden die dag op in Het Bastion in Schoonhoven. Hierbij worden twee van de gespeelde werken door een jury beoordeeld. De jury geeft mondeling commentaar en een schriftelijk juryrapport. Er is een beker te winnen in de categorieën beginners en gevorderden en de Kees Platerink Wisseltrofee wordt uitgereikt aan de deelnemer met de meeste punten. Deze trofee is vernoemd naar de in juli 1995 overleden Kees Platerink, voormalig secretaris en voorzitter van Brass Band Schoonhoven en onder andere actief bij het opleiden van muzikanten binnen de vereniging.  
De winnaars van het Jeugdfestival waren tot op heden:
- 2015 Leerlingenorkest De Bazuin (Oud-Beijerland) o.l.v. Lisette Harms
- 2014 Leerlingenorkest De Bazuin (Oud-Beijerland) o.l.v. Lisette Harms
- 2013 Leerlingenorkest De Bazuin (Oud-Beijerland) o.l.v. Lisette Harms
- 2012 Brugorkest Kunst Naar Kracht (De Goorn) o.l.v. Erik Kluin
- 2011 Leerlingenorkest Crescendo (Sassenheim) o.l.v. Erik Waerts
- 2010 Opleidingsorkest Harmonie Terheijden o.l.v. Ad van Groessen
- 2009 Jeugdorkest Crescendo (Krimpen aan de Lek) o.l.v. Patrick de Heus
- 2008 Leerlingenorkest Crescendo (Sassenheim) o.l.v. Erik Waerts
- 2007 Jeugdorkest Crescendo (Krimpen aan de Lek) o.l.v. Patrick de Heus
- 2006 Jeugdslagwerkensemble Harmonie Excelsior (Gemert) o.l.v. Chris Leenders
- 2005 Jeugdslagwerkensemble Harmonie Excelsior (Gemert) o.l.v. Chris Leenders
- 2004 Jeugdorkest Oefening & Uitspanning (Wijk en Aalburg) o.l.v. Kees Treffers
- 2003 Jeugdorkest Excelsior (Goes) o.l.v. Piet Baan
- 2002 Jeugdorkest TAVENU (Schoonhoven) o.l.v. Dick-Jan Veerbeek
- 2001 Jeugdorkest Harmonie Excelsior (Gemert) o.l.v. Stijn Rutten
- 2000 Jeugdorkest Onderling Genoegen (Krommenie)
- 1999 Jeugdorkest TAVENU (Schoonhoven) o.l.v. Dick-Jan Veerbeek
- 1998 Jeugdorkest OBK (Driebruggen) o.l.v. Wim Bayense
- 1997 Jeugdbrassband Brass Band Schoonhoven o.l.v. Erik Janssen
- 1996 Melody Percussion Band Schoonhoven o.l.v. Jan de Kwant
- 1995 Jeugdbrassband Brass Band Schoonhoven o.l.v. Erik Janssen
- 1994 Jeugdbrassband Brass Band Schoonhoven o.l.v. Erik Janssen